# Gymnarchus niloticus
La famiglia Gymnarchidae comprende una sola specie, Gymnarchus niloticus, appartenente all'ordine Osteoglossiformes.

## Distribuzione e habitat
Questa specie è ampiamente diffusa in Africa, nei fiumi Nilo, Senegal, Niger, Volta e Gambia, nonché nei laghi Ciad e Turkana.

## Descrizione
Gymnarchus niloticus presenta un corpo anguilliforme, allungato, piuttosto compresso ai fianchi e terminante in una coda affusolata. La testa è allungata e appiattita sulla fronte, con bocca rivolta verso il basso e occhi piccoli. Le pinne pettorali sono piccole e ovaloidi, la pinna dorsale, che inizia poco dopo la testa, è l'unica altra pinna presente, lunga 2/3 del corpo, terminante poco prima della coda. È questa pinna che, ondeggiante continuamente, permette il movimento del pesce. La livrea è molto semplice: l'intero corpo è grigio fumo, con mento e ventre più chiari. La pinna dorsale è grigio scuro. Raggiunge una lunghezza di oltre 165 cm.

## Pesce elettroforo
Possiede un organo elettrico che si estende su tutto il fianco del pesce e che permette l'emissione di scariche elettriche di 50-60 Hz, usate per stordire le prede.

## Riproduzione
Prima della riproduzione uno o entrambi i genitori costruiscono, in una zona con acque calme e densamente vegetata, un nido galleggiante con detriti vegetali e canne. Qui avviene la deposizione: in seguito le uova sono controllate da un genitore fino alla schiusa.

## Alimentazione
Questo pesce si nutre di pesci, insetti e crostacei.